# Xizicus
Xizicus is een geslacht van rechtvleugeligen uit de familie sabelsprinkhanen (Tettigoniidae). De wetenschappelijke naam van dit geslacht is voor het eerst geldig gepubliceerd in 1993 door Gorochov.

## Soorten
Het geslacht Xizicus omvat de volgende soorten:
- Xizicus (Eoxizicus) hsiehi Liu, Chen, Wang & Chang, 2019[2]
- Xizicus (Eoxizicus) dentatus Liu, Chen, Wang & Chang, 2019[2]
- Xizicus (Eoxizicus) bimaculus Liu, Chen, Wang & Chang, 2019[2]
- Xizicus andamanensis Kevan & Jin, 1993
- Xizicus lineosus Gorochov & Kang, 2005
- Xizicus sergeji Gorochov, 1998
- Xizicus spathulata Tinkham, 1944
- Xizicus abnormalis Gorochov & Kang, 2005
- Xizicus appendiculatus Tinkham, 1944
- Xizicus choui Liu & Zhang, 2000
- Xizicus coreanus Bey-Bienko, 1971
- Xizicus danangi Gorochov, 1998
- Xizicus dao Gorochov, 1998
- Xizicus divergentis Liu & Zhang, 2000
- Xizicus dubius Liu & Zhang, 2000
- Xizicus duplum Gorochov, 1998
- Xizicus hainani Gorochov & Kang, 2005
- Xizicus howardi Tinkham, 1956
- Xizicus hue Gorochov, 2005
- Xizicus incisa Xia & Liu, 1990
- Xizicus khaosoki Gorochov, 1998
- Xizicus kulingensis Tinkham, 1943
- Xizicus kweichowensis Tinkham, 1944
- Xizicus maculatus Xia & Liu, 1992
- Xizicus magnus Xia & Liu, 1992
- Xizicus megalobatus Xia & Liu, 1990
- Xizicus meridianus Xia & Liu, 1990
- Xizicus orlovi Gorochov, 2005
- Xizicus parallelus Liu & Zhang, 2000
- Xizicus rehni Tinkham, 1956
- Xizicus ryabovi Gorochov, 2005
- Xizicus simplicicercis Kevan & Jin, 1993
- Xizicus sinuatus Liu & Zhang, 2000
- Xizicus tam Gorochov, 1998
- Xizicus tinkhami Bey-Bienko, 1962
- Xizicus transversus Tinkham, 1944
- Xizicus tuberculatus Liu & Zhang, 2000
- Xizicus wuzhishanensis Liu & Zhang, 2000
- Xizicus xiai Liu & Zhang, 2000
- Xizicus bilobus Bey-Bienko, 1962
- Xizicus changi Gorochov, 2002
- Xizicus cryptostictus Hebard, 1922
- Xizicus furcicercus Gorochov, 2002
- Xizicus siamensis Karny, 1926
- Xizicus daedalus Gorochov, 2011
- Xizicus fascipes Bey-Bienko, 1955
- Xizicus ikonnikovi Gorochov, 1993
- Xizicus juxtafurcus Xia & Liu, 1990
- Xizicus kaltenbachi Sänger & Helfert, 2006
- Xizicus proximus Gorochov, 1998

1. ↑  Gorochov, A.V. (1993) A contribution to the knowledge of the tribe Meconematini (Orthoptera: Tettigoniidae). Zoosystematica Rossica, 2 (1), 63–92.
2. 1 2 3  Liu, J. et al. (2019) Three new species of the genus Xizicus (Orthoptera: Tettigoniidae: Meconematinae) from Taiwan. Zootaxa, [S.l.], v. 4550, n. 3, p. 439–443.